# Bożatki
Bożatki est une localité polonaise de la gmina rurale de Rzgów, située dans le powiat de Konin en voïvodie de Grande-Pologne. Elle se situe à environ 17 kilomètres au sud-ouest de la ville de Konin et 83 kilomètres à l'est de Poznań, la capitale régionale. 

## Géographie

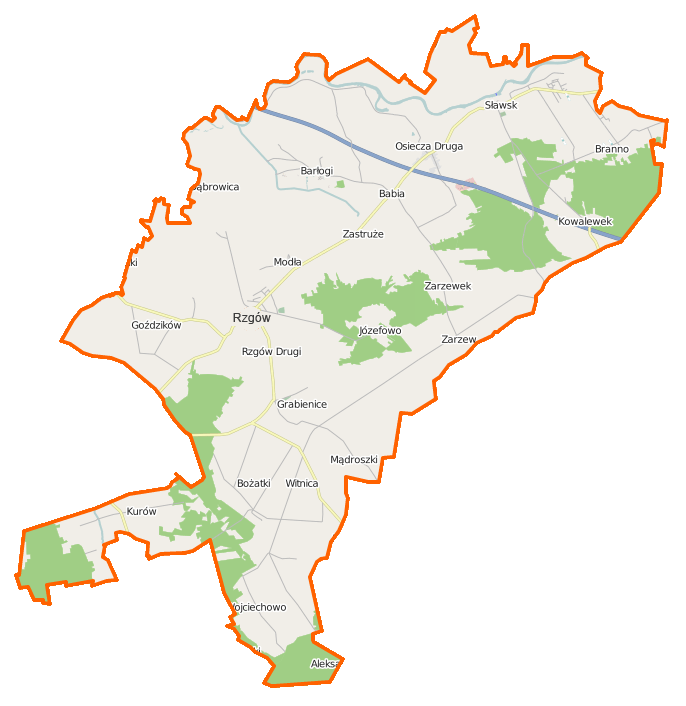
Carte de la gmina de Rzgów.